# Berglärka
Berglärka (Eremophila alpestris) är en vida utbredd fågel i familjen lärkor, den enda i familjen som förekommer i Amerika. 

## Utbredning och systematik
Berglärkan är en av de tättingar som har störst utbredningsområde och den uppvisar en stor morfologisk variation. Det är också den enda lärkan som har spridit sig utanför Gamla världen. Den häckar i norra Europa, i bergen i sydöstra Europa, i Marocko i nordvästra Afrika, i Asien och i Nordamerika från högarktiska områden till Tehuantepecnäset i söder. Det finns också en isolerad population, E. a. peregrina, på en högplatå i Colombia i Sydamerika. 
I de sydligare områdena är den oftast stannfågel, men de nordliga populationerna är flyttfåglar som flyttar söderut på vintern. Många populationer flyttar till kusten på vintern och de skandinaviska fåglarna övervintrar bland annat i Danmark, utefter Vadehavet och i sydöstra Storbritannien. 
Berglärka delas in i en mycket stor mängd underarter, uppåt ett fyrtiotal. Övergångarna mellan merparten av världspopulationens underarter är klinal, speciellt i Nordamerika där det ofta förekommer mellanformer. Nedanstående lista på underarter med utbredning noterad följer AviList:
- E. a. atlas – Marockos högplatåer
- penicillata-gruppen
  - E. a. balcanica – sydöstra Europa
  - E. a. kumerloevei – västra och centrala Mindre Asien
  - E. a. bicornis – västra Turkiet (Taurusbergen) till Libanon och Palestina
  - E. a. penicillata – bergstrakter i Mindre Asien, Kaukasus och västra Iran
  - E. a. albigula – bergstrakter från norra och östra Iran till Pamir, Afghanistan och västra Kina
- elwesi-gruppen
  - E. a. longirostris – nordvästra Himalaya
  - E. a. teleschowi – bergstrakter i västra Kina (sydostligaste Xinjiang)
  - E. a. khamensis – sydvästra Kina (Khamregionen i västra och södra Sichuan)
  - E. a. przewalskii – nordvästra Qinghai i västra Kina
  - E. a. nigrifrons – Kokonor till västra Gansu i västra Kina
  - E. a. argalea – sydvästligaste Xinjiang till nordvästra Indien (Kashmir till Ladakh)
  - E. a. elwesi – södra Qinghai och södra Tibet till norra Sikkim
- E. a. brandti – stäpp från Centralasien till bergstrakter i västra Mongoliet och norra Kina
- fjällberglärka[5] E. a. flava – norra Palearktis
- alpestris-gruppen
  - E. a. hoyti – Nordamerikas arktiska kust till södra Kanada, vintertid till norra USA
  - E. a. alpestris – arktiska nordöstra Kanada till Newfoundland, vintertid till kustnära sydöstra USA
  - E. a. praticola – sydöstra Kanada till centrala och östcentrala USA
  - E. a. giraudi – kustnära prärie från sydöstra Texas till östra Mexiko (nordöstra Tamaulipas)
- occidentalis-gruppen
  - E. a. arcticola – norra Alaska till bergstrakter i British Columbia och norra  Washington
  - E. a. alpina – arktiska och alpina toppar i nordvästra USA (Mount Rainier och Mount St. Helens)
  - E. a. leucolaema – södra Kanada till sydvästra USA och nordvästra Texas, vintertid till nordvästra Mexiko
  - E. a. enthymia – Great Plains från centrala Kanada till centrala USA, vintertid till norra Mexiko
  - E. a. merrilli – Cascades östra sluttning och angränsande låglänta områden från British Columbia till nordöstra Kalifornien
  - E. a. lamprochroma – sydöstra Oregon till sydvästra Idaho, nordöstra Kalifornien och västra Nevada
  - E. a. utahensis – sydcentrala Idaho till östcentrala Nevada och västcentrala Utah
  - E. a. ammophila – öknar i sydvästra Nevada och sydöstra Kalifornien, vintertid till nordvästra Mexiko
  - E. a. leucansiptila – Coloradoöknen (sydvästra Nevada, västra Arizona, nordöstra Baja California och nordvästra Sonora
  - E. a. occidentalis – norra och centrala Arizona till nordcentrala New Mexico, vintertid till norra Mexiko
- strigata-gruppen
  - E. a. strigata – fuktiga kustnära bältet i sydvästra British Columbia och nordvästra USA väster om Cascades
  - E. a. sierrae – bergstrakter i nordöstra Kalifornien (södra Cascades och norra Sierra Nevada)
  - E. a. rubea – centrala Kalifornien (Sacramentodalen)
  - E. a. actia – kustnära bergstrakter från Kalifornien till norra Baja California
  - E. a. insularis – Channel Islands
  - E. a. adusta – södra Arizona (söder om Tucson) till sydvästligaste New Mexico och norra Sonora
- E. a. enertera – västcentrala Baja California och kustnära öar söder om Magdalena Bay
- chrysolaema-gruppen
  - E. a. aphrasta – nordvästra Mexiko (Chihuahua)
  - E. a. lactea – nordöstra Mexiko (Coahuila)
  - E. a. diaphora – nordöstra Mexiko (Tamaulipas, Hidalho och nordöstra Puebla)
  - E. a. chrysolaema – södra mexikanska platån (Jalisco till Michoacán, Puebla och Veracruz)
  - E. a. oaxacae – södra Mexiko (östra Oaxaca)
- E. a. peregrina – östra Anderna i Colombia

Genetiska studier visar ökenberglärka (Eremophila bilopha) är inbäddad i arten. I oktober 2020 beslutade BirdLife Sveriges taxonomiska kommitté därför att dela upp berglärkan i de tre arterna "orientberglärka" (E. penicillata), "himalayaberglärka" (E. longirostris) och "berglärka" (E. alpestris) baserat på genetiska studier.
I denna uppdelning inkluderar "berglärka" flava från Skandinavien och norra Ryssland, brandti som förekommer från sydöstra Ryssland och österut till Mongoliet, och de nordamerikanska underarterna. De senare utgör visserligen en egen evolutionär gren men detta skedde för bara 700 000 år sedan. Orientberglärka förekommer i bergsområden från Balkanhalvön och Grekland genom turkiet och Iran till Centralasien och omfattar penicillata-gruppen tillsammans med den isolerade marokanska underarten atlas. Himalayaberglärkan förekommer i Himalaya och på Tibetanska högplatån och omfattar merparten av underarterna beskrivna ovan i elwesi-gruppen, nämligen argalea, teleschowi, przewalskii, nigrifrons, longirostris, elwesi, khamensis och deosaiensis.
I AviList, ett projekt att förena flera olika internationella taxonomiska auktoriteter, behandlas dock berglärka fortsatt som en och samma art. I samband med att BirdLife Sverige 2025 anslöt sig till AviLists taxonomi reverserades därför beslutet från 2019.

### Historiskt fynd
Ett välbevarat fynd, daterat till 46 000 år gammalt, rapporterades år 2020. Fyndet gjordes i den sibiriska tundran, nedfruset i permafrosten.

### Berglärkan i Sverige
Arten förekom inte i Skandinavien förrän på 1800-talet och häckar idag i fjällkedjan i Lappland och Jämtland men ibland även i Härjedalen.. Den har observerats i alla Sveriges landskap, främst utefter kusterna, och ett mindre antal övervintrar på strandängar eller vid större sjöar främst utefter västkusten. Beståndet i Sverige har minskat sedan 1960-talet. I Artdatabankens rödlista från 2020 kategoriseras den som sårbar (VU).

## Utseende
Berglärkan är cirka 16–19 centimeter lång och därmed lite mindre än sånglärka. Till skillnad från de flesta lärkor har den ett karakteristiskt utseende och känns igen på sin typiska huvudteckning som är svartgul i Europa, merparten av Nordamerika, norra Turkiet, Kaukasus och Nordafrika medan den är svartvit i resten av Asien och i de nordvästra arktiska områdena i Nordamerika. Den är mestadels brungrå på ovansidan med roströda toner i olika utsträckning hos olika underarter och ljus undertill. Den har en mörk kort näbb och mörkgrå ben. Hanen har i sommardräkt svarta "horn" som är olika stora på olika underarter, och som är väl utvecklade hos den nordeuropeiska underarten E. a. flava.

### Dräktskillnader bland underarterna (i urval)
Den sydeuropeiska underarten E. a. penicillata är gråare på ovansidan och har vitt istället för gult i ansiktet. Den vita hakan ramas helt in av svart. E. a. bicornis är varmt rödbrun på ovansidan. E. a. nigrifrons som återfinns i Kina är i det närmaste helt, grå, svart och vit och har en sädesärlelik stjärt som är svart på ovansidan med smala vita kanter. De nordamerikanska underarterna har alla mindre utvecklade "horn" än exempelvis den nordeuropeiska E. a. flava och hos merparten av dem har den adulta hanen i sommardräkt svartgult ansikte.

## Ekologi

Berglärkor rastar för födosök 14 februari 2009 i Ystad.

### Biotop
I sin nordliga utbredning förekommer den på öppen tundra och i lav- och videzonerna på kalfjällets lägre nivåer. i sin södra utbredning återfinns den på bergssluttningar på högre nivå och på karga högplatåer. På vintern ses arten ofta vid havsstränder.

### Häckning

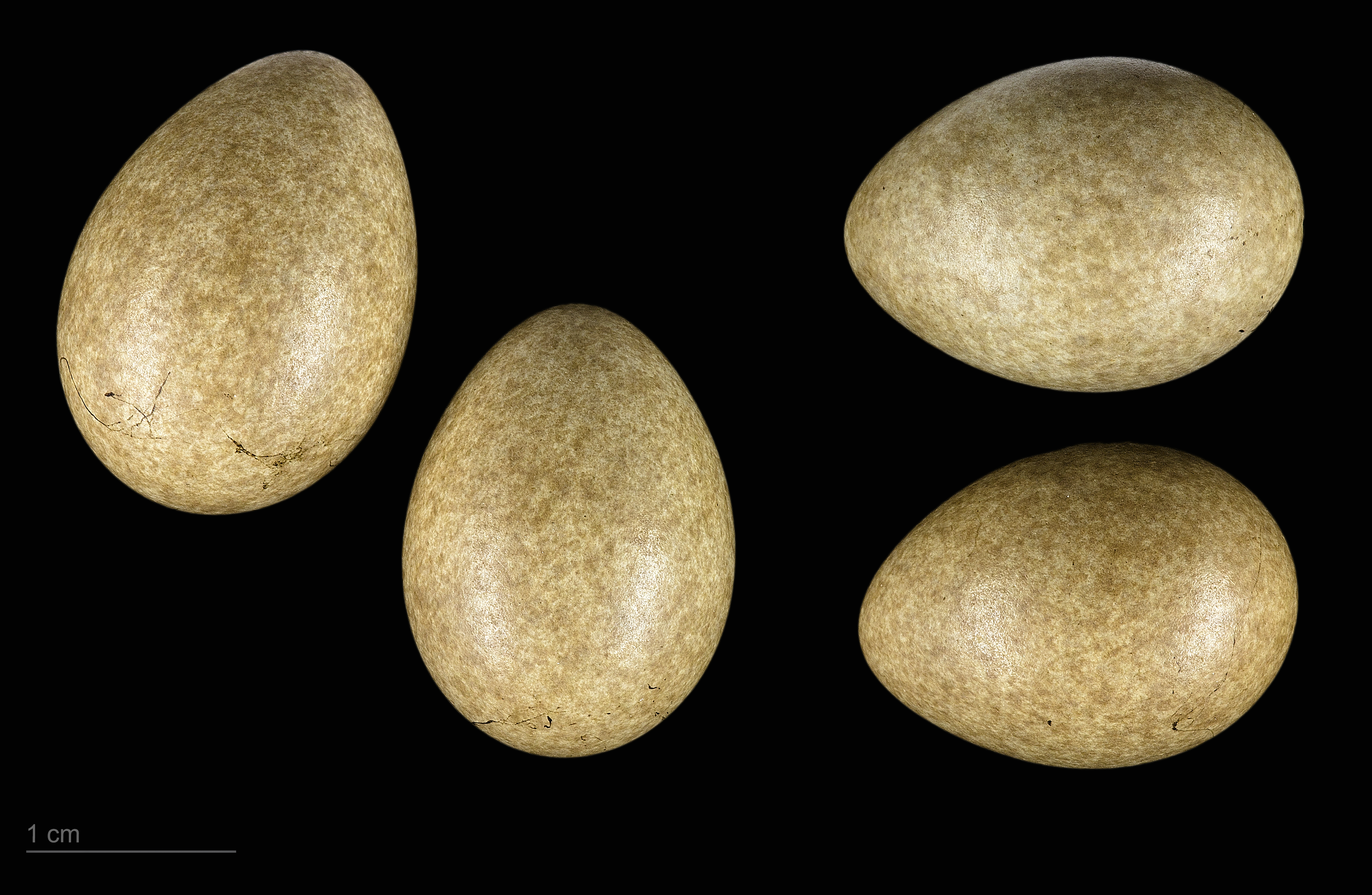
Eremophila alpestris flava

Boet läggs på marken och honan lägger oftast två till fyra ägg som honan ruvar i tio till elva dygn. När ungarna kläckts tar föräldrarna tillsammans hand om ungarna som blir flygdugliga efter 16 till 18 dygn.

### Föda
Födan är frön som under häckningssäsongen kompletteras med insekter.

## Berglärkan och människan

### Status och hot
Arten har ett stort utbredningsområde och en stor population, men tros minska i antal, dock inte tillräckligt kraftigt för att den ska betraktas som hotad. Internationella naturvårdsunionen IUCN kategoriserar därför arten som livskraftig (LC). Världspopulationen uppskattades 2004 till fler än 140 miljoner individer. I Europa tros det häcka 2,1-6,5 miljoner par.

### Namn
Berglärkan har förr även kallats sandlärka. Berglärka har även förr, kring 1900-talets början varit slang eller synonym för en prostituerad kvinna av lägre klass.